# Llista de les ciutats d'Alemanya

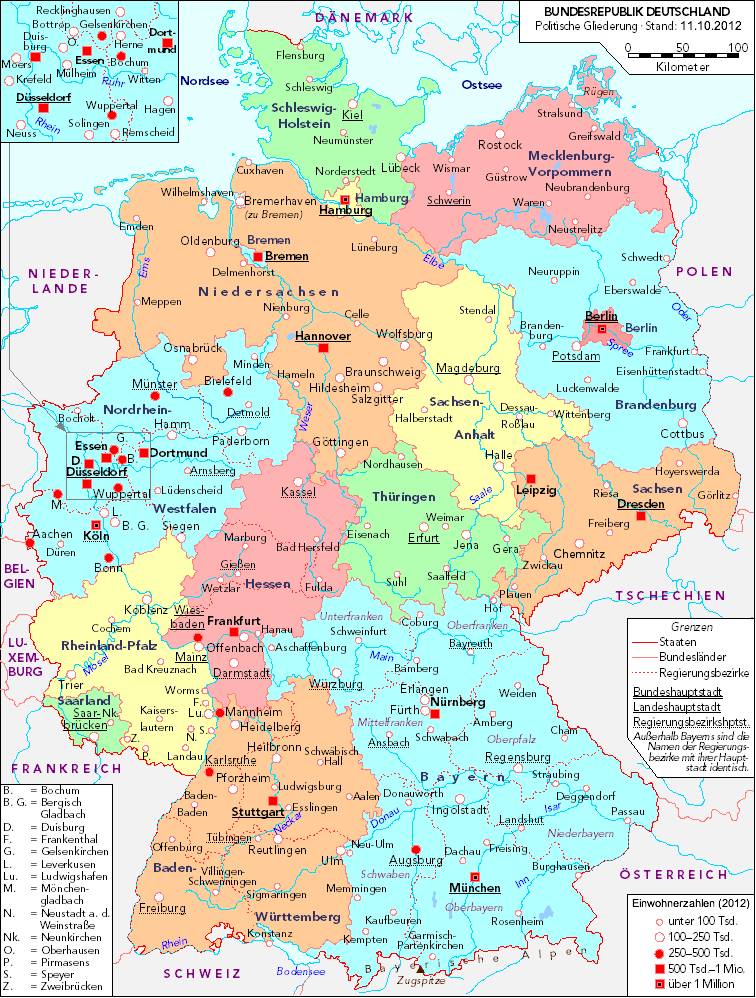
Mapa general d'Alemanya

Aquesta és una llista completa de les 2.056 ciutats i pobles d'Alemanya (a partir de l'1 de gener de 2024). No hi ha distinció entre ciutat i vila a Alemanya; un Stadt és un municipi independent al qual se li ha concedit el dret d'utilitzar aquest títol. En canvi, els municipis alemanys generalment més petits que no utilitzen aquest títol i, per tant, no s'inclouen aquí, solen anomenar-se només Gemeinden. Històricament, el títol Stadt estava associat als privilegis de la ciutat, però avui és un mer títol honorífic. El títol pot ser atorgat a un municipi pel seu govern estatal respectiu i, generalment, s'atorga a aquells municipis que han tingut drets de ciutat històrics o han assolit una mida i importància considerables més recentment. Les ciutats de més de 100.000 habitants s'anomenen Großstadt, una noció estadística traduïda de vegades com ciutat, però que no té cap efecte sobre el seu estat administratiu. En aquesta llista, només es donen els noms de les ciutats i pobles. Per a llistes més restringides amb més detalls, vegeu:
- Llista de ciutats d'Alemanya per població (només Großstädte, és a dir, ciutats de més de 100.000 habitants)

Nombre de ciutats i pobles dels estats alemanys:
- Baviera : 317 ciutats i pobles
- Baden-Württemberg : 316 ciutats i pobles
- Rin del Nord-Westfàlia : 272 ciutats i pobles
- Hesse : 191 ciutats i pobles
- Saxònia : 169 ciutats i pobles
- Baixa Saxònia : 159 ciutats i pobles
- Renània-Palatinat : 130 ciutats i pobles
- Turíngia : 117 ciutats i pobles
- Brandenburg : 113 ciutats i pobles
- Saxònia-Anhalt : 104 ciutats i pobles
- Mecklenburg-Pomerània Occidental : 84 ciutats i pobles, veure llista
- Slesvig-Holstein : 63 ciutats i pobles
- Saarland : 17 ciutats i pobles
- Bremen : 2 ciutats
- Berlín : 1 ciutat
- Hamburg : 1 ciutat

## A
| | | |
| - Aach (Baden-Württemberg) - Aachen (Rin del Nord-Westfàlia) - Aalen (Baden-Württemberg) - Abenberg (Baviera) - Abensberg (Baviera) - Achern (Baden-Württemberg) - Achim (Baixa Saxònia) - Adelsheim (Baden-Württemberg) - Adenau (Renània-Palatinat) - Adorf (Saxònia) - Ahaus (Rin del Nord-Westfàlia) - Ahlen (Rin del Nord-Westfàlia) - Ahrensburg (Schleswig-Holstein) - Aichach (Baviera) - Aichtal (Baden-Württemberg) - Aken (Saxònia-Anhalt) - Albstadt (Baden-Württemberg) - Alfeld (Baixa Saxònia) - Allendorf (Lumda) (Hesse) - Allstedt (Saxònia-Anhalt) - Alpirsbach (Baden-Württemberg) - Alsdorf (Rin del Nord-Westfàlia) - Alsfeld (Hesse) - Alsleben (Saale) (Saxònia-Anhalt) | - Altdorf bei Nürnberg (Baviera) - Altena (Rin del Nord-Westfàlia) - Altenberg (Saxònia) - Altenburg (Turíngia) - Altenkirchen (Renània-Palatinat) - Altensteig (Baden-Württemberg) - Altentreptow (Mecklenburg-Pomerània Occidental) - Altlandsberg (Brandenburg) - Altötting (Baviera) - Alzenau (Baviera) - Alzey (Renània-Palatinat) - Amberg (Baviera) - Amöneburg (Hesse) - Amorbach (Baviera) - Amt Creuzburg (Turíngia) - An der Schmücke (Turíngia) - Andernach (Renània-Palatinat) - Angermünde (Brandenburg) - Anklam (Mecklenburg-Pomerània Occidental) - Annaberg-Buchholz (Saxònia) - Annaburg (Saxònia-Anhalt) - Annweiler am Trifels (Renània-Palatinat) - Ansbach (Baviera) - Apolda (Turíngia) | - Arendsee (Saxònia-Anhalt) - Arneburg (Saxònia-Anhalt) - Arnis (Schleswig-Holstein) - Arnsberg (Rin del Nord-Westfàlia) - Arnstadt (Turíngia) - Arnstein (Baviera) - Arnstein (Saxònia-Anhalt) - Artern (Turíngia) - Arzberg (Baviera) - Aschaffenburg (Baviera) - Aschersleben (Saxònia-Anhalt) - Asperg (Baden-Württemberg) - Aßlar (Hesse) - Attendorn (Rin del Nord-Westfàlia) - Aub (Baviera) - Aue-Bad Schlema (Saxònia) - Auerbach in der Oberpfalz (Baviera) - Auerbach (Saxònia) - Augsburg (Baviera) - Augustusburg (Saxònia) - Aulendorf (Baden-Württemberg) - Auma-Weidatal (Turíngia) - Aurich (Baixa Saxònia) |

## B
| | | |
| - Babenhausen (Hesse) - Bacharach (Renània-Palatinat) - Backnang (Baden-Württemberg) - Bad Aibling (Baviera) - Bad Arolsen (Hesse) - Bad Belzig (Brandenburg) - Bad Bentheim (Baixa Saxònia) - Bad Bergzabern (Renània-Palatinat) - Bad Berka (Turíngia) - Bad Berleburg (Rin del Nord-Westfàlia) - Bad Berneck im Fichtelgebirge (Baviera) - Bad Bevensen (Baixa Saxònia) - Bad Bibra (Saxònia-Anhalt) - Bad Blankenburg (Turíngia) - Bad Bramstedt (Schleswig-Holstein) - Bad Breisig (Renània-Palatinat) - Bad Brückenau (Baviera) - Bad Buchau (Baden-Württemberg) - Bad Camberg (Hesse) - Bad Doberan (Mecklenburg-Pomerània Occidental) - Bad Driburg (Rin del Nord-Westfàlia) - Bad Düben (Saxònia) - Bad Dürkheim (Renània-Palatinat) - Bad Dürrenberg (Saxònia-Anhalt) - Bad Dürrheim (Baden-Württemberg) - Bad Elster (Saxònia) - Bad Ems (Renània-Palatinat) - Bad Fallingbostel (Baixa Saxònia) - Bad Frankenhausen/Kyffhäuser (Turíngia) - Bad Freienwalde (Oder) (Brandenburg) - Bad Friedrichshall (Baden-Württemberg) - Bad Gandersheim (Baixa Saxònia) - Bad Gottleuba-Berggießhübel (Saxònia) - Bad Griesbach im Rottal (Baviera) - Bad Harzburg (Baixa Saxònia) - Bad Herrenalb (Baden-Württemberg) - Bad Hersfeld (Hesse) - Bad Homburg vor der Höhe (Hesse) - Bad Honnef (Rin del Nord-Westfàlia) - Bad Hönningen (Renània-Palatinat) - Bad Iburg (Baixa Saxònia) - Bad Karlshafen (Hesse) - Bad Kissingen (Baviera) - Bad König (Hesse) - Bad Königshofen im Grabfeld (Baviera) - Bad Köstritz (Turíngia) - Bad Kötzting (Baviera) - Bad Kreuznach (Renània-Palatinat) - Bad Krozingen (Baden-Württemberg) - Bad Laasphe (Rin del Nord-Westfàlia) - Bad Langensalza (Turíngia) - Bad Lauchstädt (Saxònia-Anhalt) - Bad Lausick (Saxònia) - Bad Lauterberg im Harz (Baixa Saxònia) - Bad Liebenstein (Turíngia) - Bad Liebenwerda (Brandenburg) - Bad Liebenzell (Baden-Württemberg) - Bad Lippspringe (Rin del Nord-Westfàlia) - Bad Lobenstein (Turíngia) - Bad Marienberg (Renània-Palatinat) - Bad Mergentheim (Baden-Württemberg) - Bad Münder am Deister (Baixa Saxònia) - Bad Münstereifel (Rin del Nord-Westfàlia) - Bad Muskau (Saxònia) - Bad Nauheim (Hesse) - Bad Nenndorf (Baixa Saxònia) - Bad Neuenahr-Ahrweiler (Renània-Palatinat) - Bad Neustadt an der Saale (Baviera) - Bad Oeynhausen (Rin del Nord-Westfàlia) - Bad Oldesloe (Schleswig-Holstein) - Bad Orb (Hesse) - Bad Pyrmont (Baixa Saxònia) - Bad Rappenau (Baden-Württemberg) - Bad Reichenhall (Baviera) - Bad Rodach (Baviera) - Bad Sachsa (Baixa Saxònia) - Bad Säckingen (Baden-Württemberg) - Bad Salzdetfurth (Baixa Saxònia) - Bad Salzuflen (Rin del Nord-Westfàlia) - Bad Salzungen (Turíngia) - Bad Saulgau (Baden-Württemberg) - Bad Schandau (Saxònia) - Bad Schmiedeberg (Saxònia-Anhalt) - Bad Schussenried (Baden-Württemberg) - Bad Schwalbach (Hesse) - Bad Schwartau (Schleswig-Holstein) - Bad Segeberg (Schleswig-Holstein) - Bad Sobernheim (Renània-Palatinat) | - Bad Soden am Taunus (Hesse) - Bad Soden-Salmünster (Hesse) - Bad Sooden-Allendorf (Hesse) - Bad Staffelstein (Baviera) - Bad Sulza (Turíngia) - Bad Sülze (Mecklenburg-Pomerània Occidental) - Bad Teinach-Zavelstein (Baden-Württemberg) - Bad Tennstedt (Turíngia) - Bad Tölz (Baviera) - Bad Urach (Baden-Württemberg) - Bad Vilbel (Hesse) - Bad Waldsee (Baden-Württemberg) - Bad Wildbad (Baden-Württemberg) - Bad Wildungen (Hesse) - Bad Wilsnack (Brandenburg) - Bad Wimpfen (Baden-Württemberg) - Bad Windsheim (Baviera) - Bad Wörishofen (Baviera) - Bad Wünnenberg (Rin del Nord-Westfàlia) - Bad Wurzach (Baden-Württemberg) - Baden-Baden (Baden-Württemberg) - Baesweiler (Rin del Nord-Westfàlia) - Baiersdorf (Baviera) - Balingen (Baden-Württemberg) - Ballenstedt (Saxònia-Anhalt) - Balve (Rin del Nord-Westfàlia) - Bamberg (Baviera) - Barby (Elbe) (Saxònia-Anhalt) - Bargteheide (Schleswig-Holstein) - Barmstedt (Schleswig-Holstein) - Bärnau (Baviera) - Barntrup (Rin del Nord-Westfàlia) - Barsinghausen (Baixa Saxònia) - Barth (Mecklenburg-Pomerània Occidental) - Baruth/Mark (Brandenburg) - Bassum (Baixa Saxònia) - Battenberg (Hesse) - Baumholder (Renània-Palatinat) - Baunach (Baviera) - Baunatal (Hesse) - Bautzen (Saxònia) - Bayreuth (Baviera) - Bebra (Hesse) - Beckum (Rin del Nord-Westfàlia) - Bedburg (Rin del Nord-Westfàlia) - Beelitz (Brandenburg) - Beeskow (Brandenburg) - Beilngries (Baviera) - Beilstein (Baden-Württemberg) - Belgern-Schildau (Saxònia) - Bendorf (Renània-Palatinat) - Bensheim (Hesse) - Berching (Baviera) - Berga-Wünschendorf (Turíngia) - Bergen (Baixa Saxònia) - Bergen auf Rügen (Mecklenburg-Pomerània Occidental) - Bergheim (Rin del Nord-Westfàlia) - Bergisch Gladbach (Rin del Nord-Westfàlia) - Bergkamen (Rin del Nord-Westfàlia) - Bergneustadt (Rin del Nord-Westfàlia) - Berlín (Berlin) - Bernau bei Berlin (Brandenburg) - Bernburg (Saxònia-Anhalt) - Bernkastel-Kues (Renània-Palatinat) - Bernsdorf (Saxònia) - Bernstadt a. d. Eigen (Saxònia) - Bersenbrück (Baixa Saxònia) - Besigheim (Baden-Württemberg) - Betzdorf (Renània-Palatinat) - Betzenstein (Baviera) - Beverungen (Rin del Nord-Westfàlia) - Bexbach (Saarland) - Biberach an der Riß (Baden-Württemberg) - Biedenkopf (Hesse) - Bielefeld (Rin del Nord-Westfàlia) - Biesenthal (Brandenburg) - Bietigheim-Bissingen (Baden-Württemberg) - Billerbeck (Rin del Nord-Westfàlia) - Bingen am Rhein (Renània-Palatinat) - Birkenfeld (Renània-Palatinat) - Bischofsheim in der Rhön (Baviera) - Bischofswerda (Saxònia) - Bismark (Altmark) (Saxònia-Anhalt) - Bitburg (Renània-Palatinat) - Bitterfeld-Wolfen (Saxònia-Anhalt) - Blankenburg (Harz) (Saxònia-Anhalt) - Blankenhain (Turíngia) | - Blaubeuren (Baden-Württemberg) - Blaustein (Baden-Württemberg) - Bleckede (Baixa Saxònia) - Bleicherode (Turíngia) - Blieskastel (Saarland) - Blomberg (Rin del Nord-Westfàlia) - Blumberg (Baden-Württemberg) - Bobingen (Baviera) - Böblingen (Baden-Württemberg) - Bocholt (Rin del Nord-Westfàlia) - Bochum (Rin del Nord-Westfàlia) - Bockenem (Baixa Saxònia) - Bodenwerder (Baixa Saxònia) - Bogen (Baviera) - Böhlen (Saxònia) - Boizenburg (Mecklenburg-Pomerània Occidental) - Bonn (Rin del Nord-Westfàlia) - Bonndorf im Schwarzwald (Baden-Württemberg) - Bönnigheim (Baden-Württemberg) - Bopfingen (Baden-Württemberg) - Boppard (Renània-Palatinat) - Borgentreich (Rin del Nord-Westfàlia) - Borgholzhausen (Rin del Nord-Westfàlia) - Borken (Rin del Nord-Westfàlia) - Borken (Hesse) (Hesse) - Borkum (Baixa Saxònia) - Borna (Saxònia) - Bornheim (Rin del Nord-Westfàlia) - Bottrop (Rin del Nord-Westfàlia) - Boxberg (Baden-Württemberg) - Brackenheim (Baden-Württemberg) - Brake (Baixa Saxònia) - Brakel (Rin del Nord-Westfàlia) - Bramsche (Baixa Saxònia) - Brandenburg an der Havel (Brandenburg) - Brand-Erbisdorf (Saxònia) - Brandis (Saxònia) - Braubach (Renània-Palatinat) - Braunfels (Hesse) - Braunlage (Baixa Saxònia) - Bräunlingen (Baden-Württemberg) - Braunsbedra (Saxònia-Anhalt) - Braunschweig (Baixa Saxònia) - Breckerfeld (Rin del Nord-Westfàlia) - Bredstedt (Schleswig-Holstein) - Breisach (Baden-Württemberg) - Bremen (Bremen) - Bremerhaven (Bremen) - Bremervörde (Baixa Saxònia) - Bretten (Baden-Württemberg) - Breuberg (Hesse) - Brilon (Rin del Nord-Westfàlia) - Brotterode-Trusetal (Turíngia) - Bruchköbel (Hesse) - Bruchsal (Baden-Württemberg) - Brück (Brandenburg) - Brüel (Mecklenburg-Pomerània Occidental) - Brühl (Rin del Nord-Westfàlia) - Brunsbüttel (Schleswig-Holstein) - Brüssow (Brandenburg) - Buchen (Odenwald) (Baden-Württemberg) - Buchholz in der Nordheide (Baixa Saxònia) - Buchloe (Baviera) - Bückeburg (Baixa Saxònia) - Buckow (Brandenburg) - Büdelsdorf (Schleswig-Holstein) - Büdingen (Hesse) - Bühl (Baden-Württemberg) - Bünde (Rin del Nord-Westfàlia) - Büren (Rin del Nord-Westfàlia) - Burg (Saxònia-Anhalt) - Burgau (Baviera) - Burgbernheim (Baviera) - Burgdorf (Baixa Saxònia) - Bürgel (Turíngia) - Burghausen (Baviera) - Burgkunstadt (Baviera) - Burglengenfeld (Baviera) - Burgstädt (Saxònia) - Burg Stargard (Mecklenburg-Pomerània Occidental) - Burgwedel (Baixa Saxònia) - Burladingen (Baden-Württemberg) - Burscheid (Rin del Nord-Westfàlia) - Bürstadt (Hesse) - Butzbach (Hesse) - Bützow (Mecklenburg-Pomerània Occidental) - Buxtehude (Baixa Saxònia) |

## C
| | | |
| - Calau (Brandenburg) - Calbe (Saxònia-Anhalt) - Calw (Baden-Württemberg) - Castrop-Rauxel (Rin del Nord-Westfàlia) - Celle (Baixa Saxònia) - Cham (Baviera) - Chemnitz (Saxònia) - Clausthal-Zellerfeld (Baixa Saxònia) | - Clingen (Turíngia) - Cloppenburg (Baixa Saxònia) - Coburg (Baviera) - Cochem (Renània-Palatinat) - Coesfeld (Rin del Nord-Westfàlia) - Colditz (Saxònia) - Colònia (Rin del Nord-Westfàlia) - Coswig (Saxònia) | - Coswig (Saxònia-Anhalt) - Cottbus (Brandenburg) - Crailsheim (Baden-Württemberg) - Creglingen (Baden-Württemberg) - Creußen (Baviera) - Crimmitschau (Saxònia) - Crivitz (Mecklenburg-Pomerània Occidental) - Cuxhaven (Baixa Saxònia) |

## D
| | | |
| - Daaden (Renània-Palatinat) - Dachau (Baviera) - Dahlen (Saxònia) - Dahme/Mark (Brandenburg) - Dahn (Renània-Palatinat) - Damme (Baixa Saxònia) - Dannenberg (Elbe) (Baixa Saxònia) - Dargun (Mecklenburg-Pomerània Occidental) - Darmstadt (Hesse) - Dassel (Baixa Saxònia) - Dassow (Mecklenburg-Pomerània Occidental) - Datteln (Rin del Nord-Westfàlia) - Daun (Renània-Palatinat) - Degenfeld (Baden-Württemberg) - Deggendorf (Baviera) - Deidesheim (Renània-Palatinat) - Delbrück (Rin del Nord-Westfàlia) - Delitzsch (Saxònia) - Delmenhorst (Baixa Saxònia) - Demmin (Mecklenburg-Pomerània Occidental) - Dessau-Roßlau (Saxònia-Anhalt) - Detmold (Rin del Nord-Westfàlia) - Dettelbach (Baviera) - Dieburg (Hesse) | - Diemelstadt (Hesse) - Diepholz (Baixa Saxònia) - Dierdorf (Renània-Palatinat) - Dietenheim (Baden-Württemberg) - Dietfurt an der Altmühl (Baviera) - Dietzenbach (Hesse) - Diez (Renània-Palatinat) - Dillenburg (Hesse) - Dillingen an der Donau (Baviera) - Dillingen/Saar (Saarland) - Dingelstädt (Turíngia) - Dingolfing (Baviera) - Dinkelsbühl (Baviera) - Dinklage (Baixa Saxònia) - Dinslaken (Rin del Nord-Westfàlia) - Dippoldiswalde (Saxònia) - Dissen am Teutoburger Wald (Baixa Saxònia) - Ditzingen (Baden-Württemberg) - Döbeln (Saxònia) - Doberlug-Kirchhain (Brandenburg) - Döbern (Brandenburg) - Dohna (Saxònia) - Dömitz (Mecklenburg-Pomerània Occidental) | - Dommitzsch (Saxònia) - Donaueschingen (Baden-Württemberg) - Donauwörth (Baviera) - Donzdorf (Baden-Württemberg) - Dorfen (Baviera) - Dormagen (Rin del Nord-Westfàlia) - Dornburg-Camburg (Turíngia) - Dornhan (Baden-Württemberg) - Dornstetten (Baden-Württemberg) - Dorsten (Rin del Nord-Westfàlia) - Dortmund (Rin del Nord-Westfàlia) - Dransfeld (Baixa Saxònia) - Drebkau (Brandenburg) - Dreieich (Hesse) - Drensteinfurt (Rin del Nord-Westfàlia) - Dresden (Saxònia) - Drolshagen (Rin del Nord-Westfàlia) - Duderstadt (Baixa Saxònia) - Duisburg (Rin del Nord-Westfàlia) - Dülmen (Rin del Nord-Westfàlia) - Düren (Rin del Nord-Westfàlia) - Düsseldorf (Rin del Nord-Westfàlia) |

## E
| | | |
| - Ebeleben (Turíngia) - Eberbach (Baden-Württemberg) - Ebermannstadt (Baviera) - Ebern (Baviera) - Ebersbach an der Fils (Baden-Württemberg) - Ebersbach-Neugersdorf (Saxònia) - Ebersberg (Baviera) - Eberswalde (Brandenburg) - Eckartsberga (Saxònia-Anhalt) - Eckernförde (Schleswig-Holstein) - Edenkoben (Renània-Palatinat) - Egeln (Saxònia-Anhalt) - Eggenfelden (Baviera) - Eggesin (Mecklenburg-Pomerània Occidental) - Ehingen (Baden-Württemberg) - Ehrenfriedersdorf (Saxònia) - Eibelstadt (Baviera) - Eibenstock (Saxònia) - Eichstätt (Baviera) - Eilenburg (Saxònia) - Einbeck (Baixa Saxònia) - Eisenach (Turíngia) - Eisenberg (Turíngia) - Eisenberg (Renània-Palatinat) - Eisenhüttenstadt (Brandenburg) - Eisfeld (Turíngia) - Eisleben (Saxònia-Anhalt) | - Eislingen/Fils (Baden-Württemberg) - Ellingen (Baviera) - Ellrich (Turíngia) - Ellwangen (Baden-Württemberg) - Elmshorn (Schleswig-Holstein) - Elsdorf (Rin del Nord-Westfàlia) - Elsfleth (Baixa Saxònia) - Elsterberg (Saxònia) - Elsterwerda (Brandenburg) - Elstra (Saxònia) - Elterlein (Saxònia) - Eltmann (Baviera) - Eltville am Rhein (Hesse) - Elzach (Baden-Württemberg) - Elze (Baixa Saxònia) - Emden (Baixa Saxònia) - Emmelshausen (Renània-Palatinat) - Emmendingen (Baden-Württemberg) - Emmerich am Rhein (Rin del Nord-Westfàlia) - Emsdetten (Rin del Nord-Westfàlia) - Endingen am Kaiserstuhl (Baden-Württemberg) - Engen (Baden-Württemberg) - Enger (Rin del Nord-Westfàlia) - Ennepetal (Rin del Nord-Westfàlia) - Ennigerloh (Rin del Nord-Westfàlia) - Eppelheim (Baden-Württemberg) - Eppingen (Baden-Württemberg) | - Eppstein (Hesse) - Erbach (Baden-Württemberg) - Erbach im Odenwald (Hesse) - Erbendorf (Baviera) - Erding (Baviera) - Erftstadt (Rin del Nord-Westfàlia) - Erfurt (Turíngia) - Erkelenz (Rin del Nord-Westfàlia) - Erkner (Brandenburg) - Erkrath (Rin del Nord-Westfàlia) - Erlangen (Baviera) - Erlenbach am Main (Baviera) - Erlensee (Hesse) - Erwitte (Rin del Nord-Westfàlia) - Eschborn (Hesse) - Eschenbach in der Oberpfalz (Baviera) - Eschershausen (Baixa Saxònia) - Eschwege (Hesse) - Eschweiler (Rin del Nord-Westfàlia) - Esens (Baixa Saxònia) - Espelkamp (Rin del Nord-Westfàlia) - Essen (Rin del Nord-Westfàlia) - Esslingen am Neckar (Baden-Württemberg) - Ettenheim (Baden-Württemberg) - Ettlingen (Baden-Württemberg) - Euskirchen (Rin del Nord-Westfàlia) - Eutin (Schleswig-Holstein) |

## F
| | | |
| - Falkenberg/Elster (Brandenburg) - Falkensee (Brandenburg) - Falkenstein/Harz (Saxònia-Anhalt) - Falkenstein/Vogtl. (Saxònia) - Fehmarn (Schleswig-Holstein) - Fellbach (Baden-Württemberg) - Felsberg (Hesse) - Feuchtwangen (Baviera) - Filderstadt (Baden-Württemberg) - Finsterwalde (Brandenburg) - Fladungen (Baviera) - Flensburg (Schleswig-Holstein) - Flöha (Saxònia) - Flörsheim am Main (Hesse) - Florstadt (Hesse) - Floß (Baviera) - Forchheim (Baviera) - Forchtenberg (Baden-Württemberg) - Forst (Brandenburg) - Frankenau (Hesse) - Frankenberg (Hesse) - Frankenberg (Saxònia) - Frankenthal (Renània-Palatinat) | - Frankfurt am Main (Hesse) - Frankfurt (Oder) (Brandenburg) - Franzburg (Mecklenburg-Pomerània Occidental) - Frauenstein (Saxònia) - Frechen (Rin del Nord-Westfàlia) - Freiberg am Neckar (Baden-Württemberg) - Freiberg (Saxònia) - Freiburg im Breisgau (Baden-Württemberg) - Freilassing (Baviera) - Freinsheim (Renània-Palatinat) - Freising (Baviera) - Freital (Saxònia) - Freren (Baixa Saxònia) - Freudenberg (Baden-Württemberg) - Freudenberg (Rin del Nord-Westfàlia) - Freudenstadt (Baden-Württemberg) - Freyburg (Saxònia-Anhalt) - Freystadt (Baviera) - Freyung (Baviera) - Fridingen an der Donau (Baden-Württemberg) - Friedberg (Baviera) - Friedberg (Hesse) | - Friedland (Mecklenburg-Pomerània Occidental) - Friedland (Brandenburg) - Friedrichroda (Turíngia) - Friedrichsdorf (Hesse) - Friedrichshafen (Baden-Württemberg) - Friedrichstadt (Schleswig-Holstein) - Friedrichsthal (Saarland) (Saarland) - Friesack (Brandenburg) - Friesoythe (Baixa Saxònia) - Fritzlar (Hesse) - Frohburg (Saxònia) - Fröndenberg (Rin del Nord-Westfàlia) - Fulda (Hesse) - Fürstenau (Baixa Saxònia) - Fürstenberg/Havel (Brandenburg) - Fürstenfeldbruck (Baviera) - Fürstenwalde (Brandenburg) - Fürth (Baviera) - Furth im Wald (Baviera) - Furtwangen im Schwarzwald (Baden-Württemberg) - Füssen (Baviera) |

## G
| | | |
| - Gadebusch (Mecklenburg-Pomerània Occidental) - Gaggenau (Baden-Württemberg) - Gaildorf (Baden-Württemberg) - Gammertingen (Baden-Württemberg) - Garbsen (Baixa Saxònia) - Garching bei München (Baviera) - Gardelegen (Saxònia-Anhalt) - Garding (Schleswig-Holstein) - Gartz (Brandenburg) - Garz/Rügen (Mecklenburg-Pomerània Occidental) - Gau-Algesheim (Renània-Palatinat) - Gebesee (Turíngia) - Gedern (Hesse) - Geesthacht (Schleswig-Holstein) - Geestland (Baixa Saxònia) - Gefell bei Schleiz (Turíngia) - Gefrees (Baviera) - Gehrden (Baixa Saxònia) - Geilenkirchen (Rin del Nord-Westfàlia) - Geisa (Turíngia) - Geiselhöring (Baviera) - Geisenfeld (Baviera) - Geisenheim (Hesse) - Geisingen (Baden-Württemberg) - Geislingen (bei Balingen) (Baden-Württemberg) - Geislingen an der Steige (Baden-Württemberg) - Geithain (Saxònia) - Geldern (Rin del Nord-Westfàlia) - Gelnhausen (Hesse) - Gelsenkirchen (Rin del Nord-Westfàlia) - Gemünden am Main (Baviera) - Gemünden (Wohra) (Hesse) - Gengenbach (Baden-Württemberg) - Genthin (Saxònia-Anhalt) - Georgsmarienhütte (Baixa Saxònia) - Gera (Turíngia) - Gerabronn (Baden-Württemberg) - Gerbstedt (Saxònia-Anhalt) - Geretsried (Baviera) - Geringswalde (Saxònia) - Gerlingen (Baden-Württemberg) - Germering (Baviera) - Germersheim (Renània-Palatinat) | - Gernsbach (Baden-Württemberg) - Gernsheim (Hesse) - Gerolstein (Renània-Palatinat) - Gerolzhofen (Baviera) - Gersfeld (Hesse) - Gersthofen (Baviera) - Gescher (Rin del Nord-Westfàlia) - Geseke (Rin del Nord-Westfàlia) - Gevelsberg (Rin del Nord-Westfàlia) - Geyer (Saxònia) - Giengen an der Brenz (Baden-Württemberg) - Giessen (Hesse) - Gifhorn (Baixa Saxònia) - Ginsheim-Gustavsburg (Hesse) - Gladbeck (Rin del Nord-Westfàlia) - Gladenbach (Hesse) - Glashütte (Saxònia) - Glauchau (Saxònia) - Glinde (Schleswig-Holstein) - Glücksburg (Schleswig-Holstein) - Glückstadt (Schleswig-Holstein) - Gnoien (Mecklenburg-Pomerània Occidental) - Goch (Rin del Nord-Westfàlia) - Goldberg (Mecklenburg-Pomerània Occidental) - Goldkronach (Baviera) - Golßen (Brandenburg) - Gommern (Saxònia-Anhalt) - Göppingen (Baden-Württemberg) - Görlitz (Saxònia) - Goslar (Baixa Saxònia) - Gößnitz (Turíngia) - Gotha (Turíngia) - Göttingen (Baixa Saxònia) - Grabow (Mecklenburg-Pomerània Occidental) - Grafenau (Baviera) - Gräfenberg (Baviera) - Gräfenhainichen (Saxònia-Anhalt) - Gräfenthal (Turíngia) - Grafenwöhr (Baviera) - Grafing bei München (Baviera) - Gransee (Brandenburg) - Grebenau (Hesse) | - Grebenstein (Hesse) - Greding (Baviera) - Greifswald (Mecklenburg-Pomerània Occidental) - Greiz (Turíngia) - Greußen (Turíngia) - Greven (Rin del Nord-Westfàlia) - Grevenbroich (Rin del Nord-Westfàlia) - Grevesmühlen (Mecklenburg-Pomerània Occidental) - Griesheim (Hesse) - Grimma (Saxònia) - Grimmen (Mecklenburg-Pomerània Occidental) - Gröditz (Saxònia) - Groitzsch (Saxònia) - Gronau (Leine) (Baixa Saxònia) - Gronau (Westfalia) (Rin del Nord-Westfàlia) - Gröningen (Saxònia-Anhalt) - Großalmerode (Hesse) - Groß-Bieberau (Hesse) - Großbottwar (Baden-Württemberg) - Großbreitenbach (Turíngia) - Großenhain (Saxònia) - Groß-Gerau (Hesse) - Großräschen (Brandenburg) - Großröhrsdorf (Saxònia) - Großschirma (Saxònia) - Groß-Umstadt (Hesse) - Grünberg (Hesse) - Grünhain-Beierfeld (Saxònia) - Grünsfeld (Baden-Württemberg) - Grünstadt (Renània-Palatinat) - Guben (Brandenburg) - Gudensberg (Hesse) - Güglingen (Baden-Württemberg) - Gummersbach (Rin del Nord-Westfàlia) - Gundelfingen an der Donau (Baviera) - Gundelsheim (Baden-Württemberg) - Günzburg (Baviera) - Gunzenhausen (Baviera) - Güsten (Saxònia-Anhalt) - Güstrow (Mecklenburg-Pomerània Occidental) - Gütersloh (Rin del Nord-Westfàlia) - Gützkow (Mecklenburg-Pomerània Occidental) |

## H
| | | |
| - Haan (Rin del Nord-Westfàlia) - Hachenburg (Renània-Palatinat) - Hadamar (Hesse) - Hagen (Rin del Nord-Westfàlia) - Hagenbach (Renània-Palatinat) - Hagenow (Mecklenburg-Pomerània Occidental) - Haiger (Hesse) - Haigerloch (Baden-Württemberg) - Hainichen (Saxònia) - Haiterbach (Baden-Württemberg) - Halberstadt (Saxònia-Anhalt) - Haldensleben (Saxònia-Anhalt) - Halle (Saale) (Saxònia-Anhalt) - Halle (Rin del Nord-Westfàlia) - Hallenberg (Rin del Nord-Westfàlia) - Hallstadt (Baviera) - Haltern am See (Rin del Nord-Westfàlia) - Halver (Rin del Nord-Westfàlia) - Hamburg (Hamburg) - Hameln (Baixa Saxònia) - Hamm (Rin del Nord-Westfàlia) - Hammelburg (Baviera) - Hamminkeln (Rin del Nord-Westfàlia) - Hanau (Hesse) - Hann. Münden (Baixa Saxònia) - Hannover (Baixa Saxònia) - Harburg (Baviera) - Hardegsen (Baixa Saxònia) - Haren (Baixa Saxònia) - Harsewinkel (Rin del Nord-Westfàlia) - Hartenstein (Saxònia) - Hartha (Saxònia) - Harzgerode (Saxònia-Anhalt) - Haselünne (Baixa Saxònia) - Haslach im Kinzigtal (Baden-Württemberg) - Haßfurt (Baviera) - Hattersheim am Main (Hesse) - Hattingen (Rin del Nord-Westfàlia) - Hatzfeld (Hesse) - Hausach (Baden-Württemberg) - Hauzenberg (Baviera) - Havelberg (Saxònia-Anhalt) - Havelsee (Brandenburg) - Hayingen (Baden-Württemberg) - Hechingen (Baden-Württemberg) - Hecklingen (Saxònia-Anhalt) - Heide (Schleswig-Holstein) - Heideck (Baviera) - Heidelberg (Baden-Württemberg) | - Heidenau (Saxònia) - Heidenheim an der Brenz (Baden-Württemberg) - Heilbad Heiligenstadt (Turíngia) - Heilbronn (Baden-Württemberg) - Heiligenhafen (Schleswig-Holstein) - Heiligenhaus (Rin del Nord-Westfàlia) - Heilsbronn (Baviera) - Heimbach (Rin del Nord-Westfàlia) - Heimsheim (Baden-Württemberg) - Heinsberg (Rin del Nord-Westfàlia) - Heitersheim (Baden-Württemberg) - Heldburg (Turíngia) - Helmbrechts (Baviera) - Helmstedt (Baixa Saxònia) - Hemau (Baviera) - Hemer (Rin del Nord-Westfàlia) - Hemmingen (Baixa Saxònia) - Hemmoor (Baixa Saxònia) - Hemsbach (Baden-Württemberg) - Hennef (Sieg) (Rin del Nord-Westfàlia) - Hennigsdorf (Brandenburg) - Heppenheim (Hesse) - Herbolzheim (Baden-Württemberg) - Herborn (Hesse) - Herbrechtingen (Baden-Württemberg) - Herbstein (Hesse) - Herdecke (Rin del Nord-Westfàlia) - Herdorf (Renània-Palatinat) - Herford (Rin del Nord-Westfàlia) - Heringen/Helme (Turíngia) - Heringen (Hesse) - Hermeskeil (Renània-Palatinat) - Hermsdorf (Turíngia) - Herne (Rin del Nord-Westfàlia) - Herrenberg (Baden-Württemberg) - Herrieden (Baviera) - Herrnhut (Saxònia) - Hersbruck (Baviera) - Herten (Rin del Nord-Westfàlia) - Herzberg am Harz (Baixa Saxònia) - Herzberg (Elster) (Brandenburg) - Herzogenaurach (Baviera) - Herzogenrath (Rin del Nord-Westfàlia) - Hessisch Lichtenau (Hesse) - Hessisch Oldendorf (Baixa Saxònia) - Hettingen (Baden-Württemberg) - Hettstedt (Saxònia-Anhalt) - Heubach (Baden-Württemberg) | - Heusenstamm (Hesse) - Hilchenbach (Rin del Nord-Westfàlia) - Hildburghausen (Turíngia) - Hilden (Rin del Nord-Westfàlia) - Hildesheim (Baixa Saxònia) - Hillesheim (Renània-Palatinat) - Hilpoltstein (Baviera) - Hirschau (Baviera) - Hirschberg (Turíngia) - Hirschhorn (Hesse) - Hitzacker (Baixa Saxònia) - Hochheim am Main (Hesse) - Höchstadt an der Aisch (Baviera) - Höchstädt an der Donau (Baviera) - Hockenheim (Baden-Württemberg) - Hof (Baviera) - Hofgeismar (Hesse) - Hofheim am Taunus (Hesse) - Hofheim (Baviera) - Hohenberg an der Eger (Baviera) - Hohenleuben (Turíngia) - Hohenmölsen (Saxònia-Anhalt) - Hohen Neuendorf (Brandenburg) - Hohenstein-Ernstthal (Saxònia) - Hohnstein (Saxònia) - Höhr-Grenzhausen (Renània-Palatinat) - Hollfeld (Baviera) - Holzgerlingen (Baden-Württemberg) - Holzminden (Baixa Saxònia) - Homberg (Efze) (Hesse) - Homberg (Ohm) (Hesse) - Homburg (Saarland) (Saarland) - Horb am Neckar (Baden-Württemberg) - Hornbach (Renània-Palatinat) - Horn-Bad Meinberg (Rin del Nord-Westfàlia) - Hornberg (Baden-Württemberg) - Hörstel (Rin del Nord-Westfàlia) - Horstmar (Rin del Nord-Westfàlia) - Höxter (Rin del Nord-Westfàlia) - Hoya (Baixa Saxònia) - Hoyerswerda (Saxònia) - Hückelhoven (Rin del Nord-Westfàlia) - Hückeswagen (Rin del Nord-Westfàlia) - Hüfingen (Baden-Württemberg) - Hünfeld (Hesse) - Hungen (Hesse) - Hürth (Rin del Nord-Westfàlia) - Husum (Schleswig-Holstein) |

## I
| | | |
| - Ibbenbüren (Rin del Nord-Westfàlia) - Ichenhausen (Baviera) - Idar-Oberstein (Renània-Palatinat) - Idstein (Hesse) - Illertissen (Baviera) - Ilmenau (Turíngia) | - Ilsenburg (Saxònia-Anhalt) - Ilshofen (Baden-Württemberg) - Immenhausen (Hesse) - Immenstadt im Allgäu (Baviera) - Ingelfingen (Baden-Württemberg) - Ingelheim am Rhein (Renània-Palatinat) | - Ingolstadt (Baviera) - Iphofen (Baviera) - Iserlohn (Rin del Nord-Westfàlia) - Isny im Allgäu (Baden-Württemberg) - Isselburg (Rin del Nord-Westfàlia) - Itzehoe (Schleswig-Holstein) |

## J
| | |                                                                                              |
| - Jarmen (Mecklenburg-Pomerània Occidental) - Jena (Turíngia) - Jerichow (Saxònia-Anhalt) - Jessen (Saxònia-Anhalt) | - Jever (Baixa Saxònia) - Joachimsthal (Brandenburg) - Johanngeorgenstadt (Saxònia) - Jöhstadt (Saxònia) | - Jüchen (Rin del Nord-Westfàlia) - Jülich (Rin del Nord-Westfàlia) - Jüterbog (Brandenburg) |

## K
| | | |
| - Kaarst (Rin del Nord-Westfàlia) - Kahla (Turíngia) - Kaisersesch (Renània-Palatinat) - Kaiserslautern (Renània-Palatinat) - Kalbe (Saxònia-Anhalt) - Kalkar (Rin del Nord-Westfàlia) - Kaltenkirchen (Schleswig-Holstein) - Kaltennordheim (Turíngia) - Kamen (Rin del Nord-Westfàlia) - Kamenz (Saxònia) - Kamp-Lintfort (Rin del Nord-Westfàlia) - Kandel (Renània-Palatinat) - Kandern (Baden-Württemberg) - Kappeln (Schleswig-Holstein) - Karben (Hesse) - Karlsruhe (Baden-Württemberg) - Karlstadt (Baviera) - Kassel (Hesse) - Kastellaun (Renània-Palatinat) - Katzenelnbogen (Renània-Palatinat) - Kaub (Renània-Palatinat) - Kaufbeuren (Baviera) - Kehl (Baden-Württemberg) - Kelbra (Kyffhäuser) (Saxònia-Anhalt) - Kelheim (Baviera) - Kelkheim (Taunus) (Hesse) - Kellinghusen (Schleswig-Holstein) - Kelsterbach (Hesse) - Kemberg (Saxònia-Anhalt) - Kemnath (Baviera) - Kempen (Rin del Nord-Westfàlia) - Kempten im Allgäu (Baviera) - Kenzingen (Baden-Württemberg) | - Kerpen (Rin del Nord-Westfàlia) - Ketzin/Havel (Brandenburg) - Kevelaer (Rin del Nord-Westfàlia) - Kiel (Schleswig-Holstein) - Kierspe (Rin del Nord-Westfàlia) - Kirchberg (Saxònia) - Kirchberg an der Jagst (Baden-Württemberg) - Kirchberg (Hunsrück) (Renània-Palatinat) - Kirchen (Sieg) (Renània-Palatinat) - Kirchenlamitz (Baviera) - Kirchhain (Hesse) - Kirchheimbolanden (Renània-Palatinat) - Kirchheim unter Teck (Baden-Württemberg) - Kirn (Renània-Palatinat) - Kirtorf (Hesse) - Kitzingen (Baviera) - Kitzscher (Saxònia) - Kleve (Rin del Nord-Westfàlia) - Klingenberg am Main (Baviera) - Klingenthal/Sa. (Saxònia) - Klötze (Saxònia-Anhalt) - Klütz (Mecklenburg-Pomerània Occidental) - Knittlingen (Baden-Württemberg) - Koblenz (Renània-Palatinat) - Kolbermoor (Baviera) - Kölleda (Turíngia) - Königsberg in Bayern (Baviera) - Königsbrück (Saxònia) - Königsbrunn (Baviera) - Königsee (Turíngia) - Königslutter (Baixa Saxònia) - Königstein im Taunus (Hesse) - Königstein (Saxònia) | - Königswinter (Rin del Nord-Westfàlia) - Königs Wusterhausen (Brandenburg) - Könnern (Saxònia-Anhalt) - Konstanz (Baden-Württemberg) - Konz (Renània-Palatinat) - Korbach (Hesse) - Korntal-Münchingen (Baden-Württemberg) - Kornwestheim (Baden-Württemberg) - Korschenbroich (Rin del Nord-Westfàlia) - Köthen (Saxònia-Anhalt) - Kraichtal (Baden-Württemberg) - Krakow am See (Mecklenburg-Pomerània Occidental) - Kranichfeld (Turíngia) - Krautheim (Baden-Württemberg) - Krefeld (Rin del Nord-Westfàlia) - Kremmen (Brandenburg) - Krempe (Schleswig-Holstein) - Kreuztal (Rin del Nord-Westfàlia) - Kronach (Baviera) - Kronberg im Taunus (Hesse) - Kröpelin (Mecklenburg-Pomerània Occidental) - Kroppenstedt (Saxònia-Anhalt) - Krumbach (Baviera) - Kühlungsborn (Mecklenburg-Pomerània Occidental) - Kulmbach (Baviera) - Külsheim (Baden-Württemberg) - Künzelsau (Baden-Württemberg) - Kupferberg (Baviera) - Kuppenheim (Baden-Württemberg) - Kusel (Renània-Palatinat) - Kyllburg (Renània-Palatinat) - Kyritz (Brandenburg) |

## L
| | | |
| - Laage (Mecklenburg-Pomerània Occidental) - Laatzen (Baixa Saxònia) - Ladenburg (Baden-Württemberg) - Lage (Rin del Nord-Westfàlia) - Lahnstein (Renània-Palatinat) - Lahr/Schwarzwald (Baden-Württemberg) - Laichingen (Baden-Württemberg) - Lambrecht (Pfalz) (Renània-Palatinat) - Lampertheim (Hesse) - Landau an der Isar (Baviera) - Landau in der Pfalz (Renània-Palatinat) - Landsberg am Lech (Baviera) - Landsberg (Saxònia-Anhalt) - Landshut (Baviera) - Landstuhl (Renània-Palatinat) - Langelsheim (Baixa Saxònia) - Langen (Hesse) (Hesse) - Langenau (Baden-Württemberg) - Langenburg (Baden-Württemberg) - Langenfeld (Rin del Nord-Westfàlia) - Langenhagen (Baixa Saxònia) - Langenselbold (Hesse) - Langenzenn (Baviera) - Lassan (Mecklenburg-Pomerània Occidental) - Laubach (Hesse) - Laucha an der Unstrut (Saxònia-Anhalt) - Lauchhammer (Brandenburg) - Lauchheim (Baden-Württemberg) - Lauda-Königshofen (Baden-Württemberg) - Lauenburg d'Elba (Schleswig-Holstein) - Lauf an der Pegnitz (Baviera) - Laufen (Baviera) - Laufenburg (Baden-Württemberg) - Lauffen am Neckar (Baden-Württemberg) - Lauingen (Baviera) - Laupheim (Baden-Württemberg) - Lauscha (Turíngia) - Lauta (Saxònia) - Lauter-Bernsbach (Saxònia) - Lauterbach (Hesse) - Lauterecken (Renània-Palatinat) - Lauterstein (Baden-Württemberg) - Lebach (Saarland) - Lebus (Brandenburg) | - Leer (Baixa Saxònia) - Lehesten (Turíngia) - Lehrte (Baixa Saxònia) - Leichlingen (Rin del Nord-Westfàlia) - Leimen (Baden-Württemberg) - Leinefelde-Worbis (Turíngia) - Leinfelden-Echterdingen (Baden-Württemberg) - Leingarten (Baden-Württemberg) - Leipheim (Baviera) - Leipzig (Saxònia) - Leisnig (Saxònia) - Lemgo (Rin del Nord-Westfàlia) - Lengenfeld (Saxònia) - Lengerich (Rin del Nord-Westfàlia) - Lennestadt (Rin del Nord-Westfàlia) - Lenzen (Brandenburg) - Leonberg (Baden-Württemberg) - Leun (Hesse) - Leuna (Saxònia-Anhalt) - Leutenberg (Turíngia) - Leutershausen (Baviera) - Leutkirch im Allgäu (Baden-Württemberg) - Leverkusen (Rin del Nord-Westfàlia) - Lich (Hesse) - Lichtenau (Baden-Württemberg) - Lichtenau (Rin del Nord-Westfàlia) - Lichtenberg (Baviera) - Lichtenfels (Baviera) - Lichtenfels (Hesse) - Lichtenstein (Saxònia) - Liebenau (Hesse) - Liebenwalde (Brandenburg) - Lieberose (Brandenburg) - Liebstadt (Saxònia) - Limbach-Oberfrohna (Saxònia) - Limburg an der Lahn (Hesse) - Lindau (Baviera) - Linden (Hesse) - Lindenberg im Allgäu (Baviera) - Lindenfels (Hesse) - Lindow (Mark) (Brandenburg) - Lingen (Baixa Saxònia) - Linnich (Rin del Nord-Westfàlia) | - Linz am Rhein (Renània-Palatinat) - Lippstadt (Rin del Nord-Westfàlia) - Löbau (Saxònia) - Löffingen (Baden-Württemberg) - Lohmar (Rin del Nord-Westfàlia) - Lohne (Baixa Saxònia) - Löhne (Rin del Nord-Westfàlia) - Lohr am Main (Baviera) - Loitz (Mecklenburg-Pomerània Occidental) - Lollar (Hesse) - Lommatzsch (Saxònia) - Löningen (Baixa Saxònia) - Lorch (Baden-Württemberg) - Lorch (Hesse) - Lörrach (Baden-Württemberg) - Lorsch (Hesse) - Lößnitz (Saxònia) - Löwenstein (Baden-Württemberg) - Lübbecke (Rin del Nord-Westfàlia) - Lübben (Brandenburg) - Lübbenau (Brandenburg) - Lübeck (Schleswig-Holstein) - Lübtheen (Mecklenburg-Pomerània Occidental) - Lübz (Mecklenburg-Pomerània Occidental) - Lüchow (Baixa Saxònia) - Lucka (Turíngia) - Luckau (Brandenburg) - Luckenwalde (Brandenburg) - Lüdenscheid (Rin del Nord-Westfàlia) - Lüdinghausen (Rin del Nord-Westfàlia) - Ludwigsburg (Baden-Württemberg) - Ludwigsfelde (Brandenburg) - Ludwigshafen am Rhein (Renània-Palatinat) - Ludwigslust (Mecklenburg-Pomerània Occidental) - Ludwigsstadt (Baviera) - Lugau (Saxònia) - Lügde (Rin del Nord-Westfàlia) - Lüneburg (Baixa Saxònia) - Lünen (Rin del Nord-Westfàlia) - Lunzenau (Saxònia) - Lütjenburg (Schleswig-Holstein) - Lützen (Saxònia-Anhalt) - Lychen (Brandenburg) |

## M
| | | |
| - Magdala (Turíngia) - Magdeburg (Saxònia-Anhalt) - Mahlberg (Baden-Württemberg) - Mainbernheim (Baviera) - Mainburg (Baviera) - Maintal (Hesse) - Mainz (Renània-Palatinat) - Malchin (Mecklenburg-Pomerània Occidental) - Malchow (Mecklenburg-Pomerània Occidental) - Mannheim (Baden-Württemberg) - Manderscheid (Renània-Palatinat) - Mansfeld (Saxònia-Anhalt) - Marbach am Neckar (Baden-Württemberg) - Marburg an der Lahn (Hesse) - Marienberg (Saxònia) - Marienmünster (Rin del Nord-Westfàlia) - Markdorf (Baden-Württemberg) - Markgröningen (Baden-Württemberg) - Märkisch Buchholz (Brandenburg) - Markkleeberg (Saxònia) - Markneukirchen (Saxònia) - Markranstädt (Saxònia) - Marktbreit (Baviera) - Marktheidenfeld (Baviera) - Marktleuthen (Baviera) - Marktoberdorf (Baviera) - Marktredwitz (Baviera) - Marktsteft (Baviera) - Marl (Rin del Nord-Westfàlia) - Marlow (Mecklenburg-Pomerània Occidental) - Marne (Schleswig-Holstein) - Marsberg (Rin del Nord-Westfàlia) - Maulbronn (Baden-Württemberg) - Maxhütte-Haidhof (Baviera) - Mayen (Renània-Palatinat) - Mechernich (Rin del Nord-Westfàlia) - Meckenheim (Rin del Nord-Westfàlia) | - Medebach (Rin del Nord-Westfàlia) - Meerane (Saxònia) - Meerbusch (Rin del Nord-Westfàlia) - Meersburg (Baden-Württemberg) - Meinerzhagen (Rin del Nord-Westfàlia) - Meiningen (Turíngia) - Meisenheim (Renània-Palatinat) - Meissen (Saxònia) - Meldorf (Schleswig-Holstein) - Melle (Baixa Saxònia) - Mellrichstadt (Baviera) - Melsungen (Hesse) - Memmingen (Baviera) - Menden (Rin del Nord-Westfàlia) - Mendig (Renània-Palatinat) - Mengen (Baden-Württemberg) - Meppen (Baixa Saxònia) - Merkendorf (Baviera) - Merseburg (Saxònia-Anhalt) - Merzig (Saarland) - Meschede (Rin del Nord-Westfàlia) - Meßkirch (Baden-Württemberg) - Meßstetten (Baden-Württemberg) - Mettmann (Rin del Nord-Westfàlia) - Metzingen (Baden-Württemberg) - Meuselwitz (Turíngia) - Meyenburg (Brandenburg) - Michelstadt (Hesse) - Miesbach (Baviera) - Miltenberg (Baviera) - Mindelheim (Baviera) - Minden (Rin del Nord-Westfàlia) - Mirow (Mecklenburg-Pomerània Occidental) - Mittenwalde (Brandenburg) - Mitterteich (Baviera) - Mittweida (Saxònia) - Möckern (Saxònia-Anhalt) | - Möckmühl (Baden-Württemberg) - Moers (Rin del Nord-Westfàlia) - Mölln (Schleswig-Holstein) - Mönchengladbach (Rin del Nord-Westfàlia) - Monheim am Rhein (Rin del Nord-Westfàlia) - Monheim (Baviera) - Monschau (Rin del Nord-Westfàlia) - Montabaur (Renània-Palatinat) - Moosburg (Baviera) - Mörfelden-Walldorf (Hesse) - Moringen (Baixa Saxònia) - Mosbach (Baden-Württemberg) - Mössingen (Baden-Württemberg) - Mücheln (Saxònia-Anhalt) - Mügeln (Saxònia) - Mühlacker (Baden-Württemberg) - Mühlberg (Brandenburg) - Mühldorf (Baviera) - Mühlhausen (Turíngia) - Mühlheim am Main (Hesse) - Mühlheim an der Donau (Baden-Württemberg) - Mülheim an der Ruhr (Rin del Nord-Westfàlia) - Mülheim-Kärlich (Renània-Palatinat) - Müllheim (Baden-Württemberg) - Müllrose (Brandenburg) - Münchberg (Baviera) - Müncheberg (Brandenburg) - Münchenbernsdorf (Turíngia) - Munderkingen (Baden-Württemberg) - Munich (Baviera) - Münnerstadt (Baviera) - Münsingen (Baden-Württemberg) - Munster (Baixa Saxònia) - Münster (Rin del Nord-Westfàlia) - Münstermaifeld (Renània-Palatinat) - Münzenberg (Hesse) - Murrhardt (Baden-Württemberg) |

## N
| | | |
| - Nabburg (Baviera) - Nagold (Baden-Württemberg) - Naila (Baviera) - Nassau (Renània-Palatinat) - Nastätten (Renània-Palatinat) - Nauen (Brandenburg) - Naumburg (Hesse) (Hesse) - Naumburg (Saxònia-Anhalt) - Naunhof (Saxònia) - Nebra (Saxònia-Anhalt) - Neckarbischofsheim (Baden-Württemberg) - Neckargemünd (Baden-Württemberg) - Neckarsteinach (Hesse) - Neckarsulm (Baden-Württemberg) - Neresheim (Baden-Württemberg) - Netphen (Rin del Nord-Westfàlia) - Nettetal (Rin del Nord-Westfàlia) - Netzschkau (Saxònia) - Neu-Anspach (Hesse) - Neubrandenburg (Mecklenburg-Pomerània Occidental) - Neubukow (Mecklenburg-Pomerània Occidental) - Neubulach (Baden-Württemberg) - Neuburg an der Donau (Baviera) - Neudenau (Baden-Württemberg) - Neuenbürg (Baden-Württemberg) - Neuenburg am Rhein (Baden-Württemberg) - Neuenhaus (Baixa Saxònia) - Neuenrade (Rin del Nord-Westfàlia) - Neuenstadt am Kocher (Baden-Württemberg) - Neuenstein (Baden-Württemberg) - Neuerburg (Renània-Palatinat) - Neuffen (Baden-Württemberg) - Neuhaus am Rennweg (Turíngia) | - Neu-Isenburg (Hesse) - Neukalen (Mecklenburg-Pomerània Occidental) - Neukirchen (Hesse) - Neukirchen-Vluyn (Rin del Nord-Westfàlia) - Neukloster (Mecklenburg-Pomerània Occidental) - Neumark (Turíngia) - Neumarkt in der Oberpfalz (Baviera) - Neumarkt-Sankt Veit (Baviera) - Neumünster (Schleswig-Holstein) - Neunburg vorm Wald (Baviera) - Neunkirchen (Saarland) - Neuötting (Baviera) - Neuruppin (Brandenburg) - Neusalza-Spremberg (Saxònia) - Neusäß (Baviera) - Neuss (Rin del Nord-Westfàlia) - Neustadt an der Aisch (Baviera) - Neustadt an der Donau (Baviera) - Neustadt an der Waldnaab (Baviera) - Neustadt am Kulm (Baviera) - Neustadt am Rübenberge (Baixa Saxònia) - Neustadt an der Orla (Turíngia) - Neustadt an der Weinstraße (Renània-Palatinat) - Neustadt bei Coburg (Baviera) - Neustadt (Dosse) (Brandenburg) - Neustadt-Glewe (Mecklenburg-Pomerània Occidental) - Neustadt (Hesse) (Hesse) - Neustadt in Holstein (Schleswig-Holstein) - Neustadt in Sachsen (Saxònia) - Neustrelitz (Mecklenburg-Pomerània Occidental) - Neutraubling (Baviera) - Neu-Ulm (Baviera) | - Neuwied (Renània-Palatinat) - Nidda (Hesse) - Niddatal (Hesse) - Nidderau (Hesse) - Nideggen (Rin del Nord-Westfàlia) - Niebüll (Schleswig-Holstein) - Niedenstein (Hesse) - Niederkassel (Rin del Nord-Westfàlia) - Niedernhall (Baden-Württemberg) - Nieder-Olm (Renània-Palatinat) - Niederstetten (Baden-Württemberg) - Niederstotzingen (Baden-Württemberg) - Nieheim (Rin del Nord-Westfàlia) - Niemegk (Brandenburg) - Nienburg (Saale) (Saxònia-Anhalt) - Nienburg (Baixa Saxònia) - Nierstein (Renània-Palatinat) - Niesky (Saxònia) - Nittenau (Baviera) - Norden (Baixa Saxònia) - Nordenham (Baixa Saxònia) - Norderney (Baixa Saxònia) - Norderstedt (Schleswig-Holstein) - Nordhausen (Turíngia) - Nordhorn (Baixa Saxònia) - Nördlingen (Baviera) - Northeim (Baixa Saxònia) - Nortorf (Schleswig-Holstein) - Nossen (Saxònia) - Nottertal-Heilinger Höhen (Turíngia) - Nuremberg (Baviera) - Nürtingen (Baden-Württemberg) |

## O
| | | |
| - Oberasbach (Baviera) - Oberderdingen (Baden-Württemberg) - Oberharz am Brocken (Saxònia-Anhalt) - Oberhausen (Rin del Nord-Westfàlia) - Oberhof (Turíngia) - Oberkirch (Baden-Württemberg) - Oberkochen (Baden-Württemberg) - Oberlungwitz (Saxònia) - Obermoschel (Renània-Palatinat) - Obernburg am Main (Baviera) - Oberndorf am Neckar (Baden-Württemberg) - Obernkirchen (Baixa Saxònia) - Ober-Ramstadt (Hesse) - Oberriexingen (Baden-Württemberg) - Obertshausen (Hesse) - Oberursel (Hesse) - Oberviechtach (Baviera) - Oberwesel (Renània-Palatinat) - Oberwiesenthal, Kurort (Saxònia) - Oberzent (Hesse) - Ochsenfurt (Baviera) - Ochsenhausen (Baden-Württemberg) - Ochtrup (Rin del Nord-Westfàlia) - Oderberg (Brandenburg) | - Oebisfelde-Weferlingen (Saxònia-Anhalt) - Oederan (Saxònia) - Oelde (Rin del Nord-Westfàlia) - Oelsnitz (Saxònia) - Oelsnitz/Erzgeb. (Saxònia) - Oer-Erkenschwick (Rin del Nord-Westfàlia) - Oerlinghausen (Rin del Nord-Westfàlia) - Oestrich-Winkel (Hesse) - Oettingen in Bayern (Baviera) - Offenbach am Main (Hesse) - Offenburg (Baden-Württemberg) - Ohrdruf (Turíngia) - Öhringen (Baden-Württemberg) - Olbernhau (Saxònia) - Olching (Baviera) - Oldenburg (Baixa Saxònia) - Oldenburg in Holstein (Schleswig-Holstein) - Olfen (Rin del Nord-Westfàlia) - Olpe (Rin del Nord-Westfàlia) - Olsberg (Rin del Nord-Westfàlia) - Oppenau (Baden-Württemberg) - Oppenheim (Renània-Palatinat) (Renània-Palatinat) - Oranienbaum-Wörlitz (Saxònia-Anhalt) - Oranienburg (Brandenburg) | - Orlamünde (Turíngia) - Ornbau (Baviera) - Ortenberg (Hesse) - Ortrand (Brandenburg) - Oschatz (Saxònia) - Oschersleben (Saxònia-Anhalt) - Osnabrück (Baixa Saxònia) - Osterburg (Saxònia-Anhalt) - Osterburken (Baden-Württemberg) - Osterfeld (Saxònia-Anhalt) - Osterhofen (Baviera) - Osterholz-Scharmbeck (Baixa Saxònia) - Osterode am Harz (Baixa Saxònia) - Osterwieck (Saxònia-Anhalt) - Ostfildern (Baden-Württemberg) - Ostheim vor der Rhön (Baviera) - Osthofen (Renània-Palatinat) - Östringen (Baden-Württemberg) - Ostritz (Saxònia) - Otterberg (Renània-Palatinat) - Otterndorf (Baixa Saxònia) - Ottweiler (Saarland) - Overath (Rin del Nord-Westfàlia) - Owen (Baden-Württemberg) |

## P
| | | |
| - Paderborn (Rin del Nord-Westfàlia) - Papenburg (Baixa Saxònia) - Pappenheim (Baviera) - Parchim (Mecklenburg-Pomerània Occidental) - Parsberg (Baviera) - Pasewalk (Mecklenburg-Pomerània Occidental) - Passau (Baviera) - Pattensen (Baixa Saxònia) - Pausa-Mühltroff (Saxònia) - Pegau (Saxònia) - Pegnitz (Baviera) - Peine (Baixa Saxònia) - Peitz (Brandenburg) - Penig (Saxònia) - Penkun (Mecklenburg-Pomerània Occidental) - Penzberg (Baviera) - Penzlin (Mecklenburg-Pomerània Occidental) - Perleberg (Brandenburg) - Petershagen (Rin del Nord-Westfàlia) - Pfaffenhofen an der Ilm (Baviera) | - Pfarrkirchen (Baviera) - Pforzheim (Baden-Württemberg) - Pfreimd (Baviera) - Pfullendorf (Baden-Württemberg) - Pfullingen (Baden-Württemberg) - Pfungstadt (Hesse) - Philippsburg (Baden-Württemberg) - Pinneberg (Schleswig-Holstein) - Pirmasens (Renània-Palatinat) - Pirna (Saxònia) - Plattling (Baviera) - Plau am See (Mecklenburg-Pomerània Occidental) - Plaue (Turíngia) - Plauen (Saxònia) - Plettenberg (Rin del Nord-Westfàlia) - Pleystein (Baviera) - Plochingen (Baden-Württemberg) - Plön (Schleswig-Holstein) - Pockau-Lengefeld (Saxònia) - Pocking (Baviera) | - Pohlheim (Hesse) - Polch (Renània-Palatinat) - Porta Westfalica (Rin del Nord-Westfàlia) - Pößneck (Turíngia) - Potsdam (Brandenburg) - Pottenstein (Baviera) - Preetz (Schleswig-Holstein) - Premnitz (Brandenburg) - Prenzlau (Brandenburg) - Pressath (Baviera) - Preußisch Oldendorf (Rin del Nord-Westfàlia) - Prichsenstadt (Baviera) - Pritzwalk (Brandenburg) - Prüm (Renània-Palatinat) - Puchheim (Baviera) - Pulheim (Rin del Nord-Westfàlia) - Pulsnitz (Saxònia) - Putbus (Mecklenburg-Pomerània Occidental) - Putlitz (Brandenburg) - Püttlingen (Saarland) |

## Q
|                                                              |                             |                                  |
| - Quakenbrück (Baixa Saxònia) - Quedlinburg (Saxònia-Anhalt) | - Querfurt (Saxònia-Anhalt) | - Quickborn (Schleswig-Holstein) |

## R
| | | |
| - Rabenau (Saxònia) - Radeberg (Saxònia) - Radebeul (Saxònia) - Radeburg (Saxònia) - Radevormwald (Rin del Nord-Westfàlia) - Radolfzell am Bodensee (Baden-Württemberg) - Raguhn-Jeßnitz (Saxònia-Anhalt) - Rahden (Rin del Nord-Westfàlia) - Rain (Baviera) - Ramstein-Miesenbach (Renània-Palatinat) - Ranis (Turíngia) - Ransbach-Baumbach (Renània-Palatinat) - Rastatt (Baden-Württemberg) - Rastenberg (Turíngia) - Rathenow (Brandenburg) - Ratingen (Rin del Nord-Westfàlia) - Ratzeburg (Schleswig-Holstein) - Rauenberg (Baden-Württemberg) - Raunheim (Hesse) - Rauschenberg (Hesse) - Ravensburg (Baden-Württemberg) - Ravenstein (Baden-Württemberg) - Recklinghausen (Rin del Nord-Westfàlia) - Rees (Rin del Nord-Westfàlia) - Regen (Baviera) - Regensburg (Baviera) - Regis-Breitingen (Saxònia) - Rehau (Baviera) - Rehburg-Loccum (Baixa Saxònia) - Rehna (Mecklenburg-Pomerània Occidental) - Reichelsheim (Hesse) - Reichenbach (Vogtland) (Saxònia) - Reichenbach (Oberlausitz) (Saxònia) - Reinbek (Schleswig-Holstein) - Reinfeld (Schleswig-Holstein) - Reinheim (Hesse) - Remagen (Renània-Palatinat) | - Remscheid (Rin del Nord-Westfàlia) - Remseck am Neckar (Baden-Württemberg) - Renchen (Baden-Württemberg) - Rendsburg (Schleswig-Holstein) - Rennerod (Renània-Palatinat) - Renningen (Baden-Württemberg) - Rerik (Mecklenburg-Pomerània Occidental) - Rethem (Baixa Saxònia) - Reutlingen (Baden-Württemberg) - Rheda-Wiedenbrück (Rin del Nord-Westfàlia) - Rhede (Rin del Nord-Westfàlia) - Rheinau (Baden-Württemberg) - Rheinbach (Rin del Nord-Westfàlia) - Rheinberg (Rin del Nord-Westfàlia) - Rheinböllen (Renània-Palatinat) - Rheine (Rin del Nord-Westfàlia) - Rheinfelden (Baden-Württemberg) - Rheinsberg (Brandenburg) - Rheinstetten (Baden-Württemberg) - Rhens (Renània-Palatinat) - Rhinow (Brandenburg) - Ribnitz-Damgarten (Mecklenburg-Pomerània Occidental) - Richtenberg (Mecklenburg-Pomerània Occidental) - Riedenburg (Baviera) - Riedlingen (Baden-Württemberg) - Riedstadt (Hesse) - Rieneck (Baviera) - Riesa (Saxònia) - Rietberg (Rin del Nord-Westfàlia) - Rinteln (Baixa Saxònia) - Röbel/Müritz (Mecklenburg-Pomerània Occidental) - Rochlitz (Saxònia) - Rockenhausen (Renània-Palatinat) - Rodalben (Renània-Palatinat) - Rodenberg (Baixa Saxònia) - Rödental (Baviera) | - Rödermark (Hesse) - Rodewisch (Saxònia) - Rodgau (Hesse) - Roding (Baviera) - Römhild (Turíngia) - Romrod (Hesse) - Ronneburg (Turíngia) - Ronnenberg (Baixa Saxònia) - Rosbach vor der Höhe (Hesse) - Rosenfeld (Baden-Württemberg) - Rosenheim (Baviera) - Rosental (Hesse) - Rösrath (Rin del Nord-Westfàlia) - Roßleben-Wiehe (Turíngia) - Roßwein (Saxònia) - Rostock (Mecklenburg-Pomerània Occidental) - Rotenburg an der Fulda (Hesse) - Rotenburg an der Wümme (Baixa Saxònia) - Roth (Baviera) - Rötha (Saxònia) - Röthenbach an der Pegnitz (Baviera) - Rothenburg (Saxònia) - Rothenburg ob der Tauber (Baviera) - Rothenfels (Baviera) - Rottenburg am Neckar (Baden-Württemberg) - Rottenburg an der Laaber (Baviera) - Röttingen (Baviera) - Rottweil (Baden-Württemberg) - Rötz (Baviera) - Rüdesheim (Hesse) - Rudolstadt (Turíngia) - Ruhla (Turíngia) - Ruhland (Brandenburg) - Runkel (Hesse) - Rüsselsheim (Hesse) - Rutesheim (Baden-Württemberg) - Rüthen (Rin del Nord-Westfàlia) |

## S
| | | |
| - Saalburg-Ebersdorf (Turíngia) - Saalfeld (Turíngia) - Saarbrücken (Saarland) - Saarburg (Renània-Palatinat) - Saarlouis (Saarland) - Sachsenhagen (Baixa Saxònia) - Sachsenheim (Baden-Württemberg) - Salzgitter (Baixa Saxònia) - Salzkotten (Rin del Nord-Westfàlia) - Salzwedel (Saxònia-Anhalt) - Sandau (Saxònia-Anhalt) - Sandersdorf-Brehna (Saxònia-Anhalt) - Sangerhausen (Saxònia-Anhalt) - Sankt Augustin (Rin del Nord-Westfàlia) - Sankt Goar (Renània-Palatinat) - Sankt Goarshausen (Renània-Palatinat) - Sarstedt (Baixa Saxònia) - Sassenberg (Rin del Nord-Westfàlia) - Sassnitz (Mecklenburg-Pomerània Occidental) - Sayda (Saxònia) - Schalkau (Turíngia) - Schauenstein (Baviera) - Scheer (Baden-Württemberg) - Scheibenberg (Saxònia) - Scheinfeld (Baviera) - Schelklingen (Baden-Württemberg) - Schenefeld (Schleswig-Holstein) - Scheßlitz (Baviera) - Schieder-Schwalenberg (Rin del Nord-Westfàlia) - Schifferstadt (Renània-Palatinat) - Schillingsfürst (Baviera) - Schiltach (Baden-Württemberg) - Schirgiswalde-Kirschau (Saxònia) - Schkeuditz (Saxònia) - Schkölen (Turíngia) - Schleiden (Rin del Nord-Westfàlia) - Schleiz (Turíngia) - Slesvig (Schleswig-Holstein) - Schlettau (Saxònia) - Schleusingen (Turíngia) - Schlieben (Brandenburg) - Schlitz (Hesse) - Schloß Holte-Stukenbrock (Rin del Nord-Westfàlia) - Schlüchtern (Hesse) - Schlüsselfeld (Baviera) - Schmalkalden (Turíngia) - Schmallenberg (Rin del Nord-Westfàlia) - Schmölln (Turíngia) - Schnackenburg (Baixa Saxònia) - Schnaittenbach (Baviera) - Schneeberg (Saxònia) - Schneverdingen (Baixa Saxònia) - Schönberg (Baden-Württemberg) - Schönau (Baden-Württemberg) - Schönau im Schwarzwald (Baden-Württemberg) - Schönberg (Mecklenburg-Pomerània Occidental) - Schönebeck (Saxònia-Anhalt) - Schöneck/Vogtl. (Saxònia) - Schönewalde (Brandenburg) - Schongau (Baviera) - Schöningen (Baixa Saxònia) - Schönsee (Baviera) - Schönwald (Baviera) - Schopfheim (Baden-Württemberg) - Schöppenstedt (Baixa Saxònia) - Schorndorf (Baden-Württemberg) - Schortens (Baixa Saxònia) - Schotten (Hesse) | - Schramberg (Baden-Württemberg) - Schraplau (Saxònia-Anhalt) - Schriesheim (Baden-Württemberg) - Schrobenhausen (Baviera) - Schrozberg (Baden-Württemberg) - Schüttorf (Baixa Saxònia) - Schwaan (Mecklenburg-Pomerània Occidental) - Schwabach (Baviera) - Schwäbisch Gmünd (Baden-Württemberg) - Schwäbisch Hall (Baden-Württemberg) - Schwabmünchen (Baviera) - Schwaigern (Baden-Württemberg) - Schwalbach am Taunus (Hesse) - Schwalmstadt (Hesse) - Schwandorf (Baviera) - Schwanebeck (Saxònia-Anhalt) - Schwarzatal (Turíngia) - Schwarzenbach am Wald (Baviera) - Schwarzenbach an der Saale (Baviera) - Schwarzenbek (Schleswig-Holstein) - Schwarzenberg/Erzgeb. (Saxònia) - Schwarzenborn (Hesse) - Schwarzheide (Brandenburg) - Schwedt (Brandenburg) - Schweich (Renània-Palatinat) - Schweinfurt (Baviera) - Schwelm (Rin del Nord-Westfàlia) - Schwentinental (Schleswig-Holstein) - Schwerin (Mecklenburg-Pomerània Occidental) - Schwerte (Rin del Nord-Westfàlia) - Schwetzingen (Baden-Württemberg) - Sebnitz (Saxònia) - Seehausen (Saxònia-Anhalt) - Seeland (Saxònia-Anhalt) - Seelow (Brandenburg) - Seelze (Baixa Saxònia) - Seesen (Baixa Saxònia) - Sehnde (Baixa Saxònia) - Seifhennersdorf (Saxònia) - Selb (Baviera) - Selbitz (Baviera) - Seligenstadt (Hesse) - Selm (Rin del Nord-Westfàlia) - Selters (Westerwald) (Renània-Palatinat) - Senden (Baviera) - Sendenhorst (Rin del Nord-Westfàlia) - Senftenberg (Brandenburg) - Seßlach (Baviera) - Siegburg (Rin del Nord-Westfàlia) - Siegen (Rin del Nord-Westfàlia) - Sigmaringen (Baden-Württemberg) - Simbach am Inn (Baviera) - Simmern (Renània-Palatinat) - Sindelfingen (Baden-Württemberg) - Singen (Baden-Württemberg) - Sinsheim (Baden-Württemberg) - Sinzig (Renània-Palatinat) - Soest (Rin del Nord-Westfàlia) - Solingen (Rin del Nord-Westfàlia) - Solms (Hesse) - Soltau (Baixa Saxònia) - Sömmerda (Turíngia) - Sondershausen (Turíngia) - Sonneberg (Turíngia) - Sonnewalde (Brandenburg) - Sonthofen (Baviera) - Sontra (Hesse) | - Spaichingen (Baden-Württemberg) - Spalt (Baviera) - Spangenberg (Hesse) - Speicher (Renània-Palatinat) - Spenge (Rin del Nord-Westfàlia) - Speyer (Renània-Palatinat) - Spremberg (Brandenburg) - Springe (Baixa Saxònia) - Sprockhövel (Rin del Nord-Westfàlia) - Stade (Baixa Saxònia) - Stadtallendorf (Hesse) - Stadtbergen (Baviera) - Stadthagen (Baixa Saxònia) - Stadtilm (Turíngia) - Stadtlohn (Rin del Nord-Westfàlia) - Stadtoldendorf (Baixa Saxònia) - Stadtprozelten (Baviera) - Stadtroda (Turíngia) - Stadtsteinach (Baviera) - Stadt Wehlen (Saxònia) - Starnberg (Baviera) - Staßfurt (Saxònia-Anhalt) - Staufen im Breisgau (Baden-Württemberg) - Staufenberg (Hesse) - Stavenhagen, Reuterstadt (Mecklenburg-Pomerània Occidental) - St. Blasien (Baden-Württemberg) - Stein (Baviera) - Steinach (Turíngia) - Steinau an der Straße (Hesse) - Steinbach-Hallenberg (Turíngia) - Steinbach (Hesse) - Steinfurt (Rin del Nord-Westfàlia) - Steinheim an der Murr (Baden-Württemberg) - Steinheim (Rin del Nord-Westfàlia) - Stendal (Saxònia-Anhalt) - Sternberg (Mecklenburg-Pomerània Occidental) - St. Ingbert (Saarland) - Sankt Georgen (Baden-Württemberg) - Stockach (Baden-Württemberg) - Stolberg (Rin del Nord-Westfàlia) - Stollberg (Saxònia) - Stolpen (Saxònia) - Storkow (Brandenburg) - Stößen (Saxònia-Anhalt) - Straelen (Rin del Nord-Westfàlia) - Stralsund (Mecklenburg-Pomerània Occidental) - Strasburg (Mecklenburg-Pomerània Occidental) - Straubing (Baviera) - Strausberg (Brandenburg) - Strehla (Saxònia) - Stromberg (Renània-Palatinat) - Stühlingen (Baden-Württemberg) - Stutensee (Baden-Württemberg) - Stuttgart (Baden-Württemberg) - St. Wendel (Saarland) - Südliches Anhalt (Saxònia-Anhalt) - Suhl (Turíngia) - Sulingen (Baixa Saxònia) - Sulz am Neckar (Baden-Württemberg) - Sulzbach (Saarland) - Sulzbach-Rosenberg (Baviera) - Sulzburg (Baden-Württemberg) - Sundern (Rin del Nord-Westfàlia) - Süßen (Baden-Württemberg) - Syke (Baixa Saxònia) |

## T
| | | |
| - Tambach-Dietharz (Turíngia) - Tamm (Baden-Württemberg) - Tangerhütte (Saxònia-Anhalt) - Tangermünde (Saxònia-Anhalt) - Tann (Rhön) (Hesse) - Tanna (Alemanya) (Turíngia) - Tauberbischofsheim (Baden-Württemberg) - Taucha (Saxònia) - Taunusstein (Hesse) - Tecklenburg (Rin del Nord-Westfàlia) - Tegernsee (Baviera) - Telgte (Rin del Nord-Westfàlia) - Teltow (Brandenburg) - Templin (Brandenburg) - Tengen (Baden-Württemberg) - Tessin (Mecklenburg-Pomerània Occidental) - Teterow (Mecklenburg-Pomerània Occidental) - Tettnang (Baden-Württemberg) - Teublitz (Baviera) - Teuchern (Saxònia-Anhalt) | - Teupitz (Brandenburg) - Teuschnitz (Baviera) - Thale (Saxònia-Anhalt) - Thalheim/Erzgeb. (Saxònia) - Thannhausen (Baviera) - Tharandt (Saxònia) - Themar (Turíngia) - Thum (Saxònia) - Tirschenreuth (Baviera) - Titisee-Neustadt (Baden-Württemberg) - Tittmoning (Baviera) - Todtnau (Baden-Württemberg) - Töging am Inn (Baviera) - Tönisvorst (Rin del Nord-Westfàlia) - Tönning (Schleswig-Holstein) - Torgau (Saxònia) - Torgelow (Mecklenburg-Pomerània Occidental) - Tornesch (Schleswig-Holstein) - Traben-Trarbach (Renània-Palatinat) - Traunreut (Baviera) | - Traunstein (Baviera) - Trebbin (Brandenburg) - Trebsen (Saxònia) - Treffurt (Turíngia) - Trendelburg (Hesse) - Treuchtlingen (Baviera) - Treuen (Saxònia) - Treuenbrietzen (Brandenburg) - Triberg im Schwarzwald (Baden-Württemberg) - Tribsees (Mecklenburg-Pomerània Occidental) - Trier (Renània-Palatinat) - Triptis (Turíngia) - Trochtelfingen (Baden-Württemberg) - Troisdorf (Rin del Nord-Westfàlia) - Trossingen (Baden-Württemberg) - Trostberg (Baviera) - Tübingen (Baden-Württemberg) - Tuttlingen (Baden-Württemberg) - Twistringen (Baixa Saxònia) |

## U
| | | |
| - Übach-Palenberg (Rin del Nord-Westfàlia) - Überlingen (Baden-Württemberg) - Uebigau-Wahrenbrück (Brandenburg) - Ueckermünde (Mecklenburg-Pomerània Occidental) - Uelzen (Baixa Saxònia) - Uetersen (Schleswig-Holstein) | - Uffenheim (Baviera) - Uhingen (Baden-Württemberg) - Ulm (Baden-Württemberg) - Ulmen (Renània-Palatinat) - Ulrichstein (Hesse) - Ummerstadt (Turíngia) | - Unkel (Renània-Palatinat) - Unna (Rin del Nord-Westfàlia) - Unterschleißheim (Baviera) - Usedom (Mecklenburg-Pomerània Occidental) - Usingen (Hesse) - Uslar (Baixa Saxònia) |

## V
| | | |
| - Vacha (Turíngia) - Vaihingen an der Enz (Baden-Württemberg) - Vallendar (Renània-Palatinat) - Varel (Baixa Saxònia) - Vechta (Baixa Saxònia) - Velbert (Rin del Nord-Westfàlia) - Velburg (Baviera) - Velden (Baviera) - Velen (Rin del Nord-Westfàlia) - Vellberg (Baden-Württemberg) - Vellmar (Hesse) - Velten (Brandenburg) | - Verden (Baixa Saxònia) - Veringenstadt (Baden-Württemberg) - Verl (Rin del Nord-Westfàlia) - Versmold (Rin del Nord-Westfàlia) - Vetschau/Spreewald (Brandenburg) - Viechtach (Baviera) - Viernheim (Hesse) - Viersen (Rin del Nord-Westfàlia) - Villingen-Schwenningen (Baden-Württemberg) - Vilsbiburg (Baviera) - Vilseck (Baviera) - Vilshofen (Baviera) | - Visselhövede (Baixa Saxònia) - Vlotho (Rin del Nord-Westfàlia) - Voerde (Rin del Nord-Westfàlia) - Vogtsburg im Kaiserstuhl (Baden-Württemberg) - Vohburg an der Donau (Baviera) - Vohenstrauß (Baviera) - Vöhrenbach (Baden-Württemberg) - Vöhringen (Baviera) - Volkach (Baviera) - Völklingen (Saarland) - Volkmarsen (Hesse) - Vreden (Rin del Nord-Westfàlia) |

## W
| | | |
| - Wachenheim an der Weinstraße (Renània-Palatinat) - Wächtersbach (Hesse) - Wadern (Saarland) - Waghäusel (Baden-Württemberg) - Wahlstedt (Schleswig-Holstein) - Waiblingen (Baden-Württemberg) - Waibstadt (Baden-Württemberg) - Waischenfeld (Baviera) - Waldbröl (Rin del Nord-Westfàlia) - Waldeck (Hesse) - Waldenbuch (Baden-Württemberg) - Waldenburg (Saxònia) - Waldenburg (Baden-Württemberg) - Waldershof (Baviera) - Waldheim (Saxònia) - Waldkappel (Hesse) - Waldkirch (Baden-Württemberg) - Waldkirchen (Baviera) - Waldkraiburg (Baviera) - Waldmohr (Renània-Palatinat) - Waldmünchen (Baviera) - Waldsassen (Baviera) - Waldshut-Tiengen (Baden-Württemberg) - Walldorf (Baden-Württemberg) - Walldürn (Baden-Württemberg) - Wallenfels (Baviera) - Walsrode (Baixa Saxònia) - Waltershausen (Turíngia) - Waltrop (Rin del Nord-Westfàlia) - Wanfried (Hesse) - Wangen im Allgäu (Baden-Württemberg) - Wanzleben-Börde (Saxònia-Anhalt) - Warburg (Rin del Nord-Westfàlia) - Waren (Mecklenburg-Pomerània Occidental) - Warendorf (Rin del Nord-Westfàlia) - Warin (Mecklenburg-Pomerània Occidental) - Warstein (Rin del Nord-Westfàlia) - Wassenberg (Rin del Nord-Westfàlia) - Wasserburg am Inn (Baviera) - Wassertrüdingen (Baviera) - Wasungen (Turíngia) - Wedel (Schleswig-Holstein) - Weener (Baixa Saxònia) - Wegberg (Rin del Nord-Westfàlia) - Wegeleben (Saxònia-Anhalt) - Wehr (Baden-Württemberg) - Weida (Turíngia) - Weiden in der Oberpfalz (Baviera) - Weikersheim (Baden-Württemberg) - Weil am Rhein (Baden-Württemberg) - Weilburg (Hesse) - Weil der Stadt (Baden-Württemberg) - Weilheim an der Teck (Baden-Württemberg) - Weilheim in Oberbayern (Baviera) | - Weimar (Turíngia) - Weingarten (Baden-Württemberg) - Weinheim (Baden-Württemberg) - Weinsberg (Baden-Württemberg) - Weinstadt (Baden-Württemberg) - Weismain (Baviera) - Weißenberg (Saxònia) - Weißenburg in Bayern (Baviera) - Weißenfels (Saxònia-Anhalt) - Weißenhorn (Baviera) - Weißensee (Turíngia) - Weißenstadt (Baviera) - Weißenthurm (Renània-Palatinat) - Weißwasser (Saxònia) - Weiterstadt (Hesse) - Welzheim (Baden-Württemberg) - Welzow (Brandenburg) - Wemding (Baviera) - Wendlingen am Neckar (Baden-Württemberg) - Werben (Saxònia-Anhalt) - Werdau (Saxònia) - Werder (Brandenburg) - Werdohl (Rin del Nord-Westfàlia) - Werl (Rin del Nord-Westfàlia) - Werlte (Baixa Saxònia) - Wermelskirchen (Rin del Nord-Westfàlia) - Wernau (Baden-Württemberg) - Werne (Rin del Nord-Westfàlia) - Werneuchen (Brandenburg) - Wernigerode (Saxònia-Anhalt) - Werra-Suhl-Tal (Turíngia) - Wertheim (Baden-Württemberg) - Werther (Westf.) (Rin del Nord-Westfàlia) - Wertingen (Baviera) - Wesel (Rin del Nord-Westfàlia) - Wesenberg (Mecklenburg-Pomerània Occidental) - Wesselburen (Schleswig-Holstein) - Wesseling (Rin del Nord-Westfàlia) - Westerburg (Renània-Palatinat) - Westerstede (Baixa Saxònia) - Wetter (Rin del Nord-Westfàlia) - Wetter (Hesse) - Wettin-Löbejün (Saxònia-Anhalt) - Wetzlar (Hesse) - Widdern (Baden-Württemberg) - Wiehl (Rin del Nord-Westfàlia) - Wiesbaden (Hesse) - Wiesensteig (Baden-Württemberg) - Wiesloch (Baden-Württemberg) - Wiesmoor (Baixa Saxònia) - Wildau (Brandenburg) - Wildberg (Baden-Württemberg) - Wildenfels (Saxònia) - Wildeshausen (Baixa Saxònia) | - Wilhelmshaven (Baixa Saxònia) - Wilkau-Haßlau (Saxònia) - Willebadessen (Rin del Nord-Westfàlia) - Willich (Rin del Nord-Westfàlia) - Wilsdruff (Saxònia) - Wilster (Schleswig-Holstein) - Wilthen (Saxònia) - Windischeschenbach (Baviera) - Windsbach (Baviera) - Winnenden (Baden-Württemberg) - Winsen (Luhe) (Baixa Saxònia) - Winterberg (Rin del Nord-Westfàlia) - Wipperfürth (Rin del Nord-Westfàlia) - Wirges (Renània-Palatinat) - Wismar (Mecklenburg-Pomerània Occidental) - Wissen (Renània-Palatinat) - Witten (Rin del Nord-Westfàlia) - Wittenberg (Saxònia-Anhalt) - Wittenberge (Brandenburg) - Wittenburg (Mecklenburg-Pomerània Occidental) - Wittichenau (Saxònia) - Wittlich (Renània-Palatinat) - Wittingen (Baixa Saxònia) - Wittmund (Baixa Saxònia) - Wittstock/Dosse (Brandenburg) - Witzenhausen (Hesse) - Woldegk (Mecklenburg-Pomerània Occidental) - Wolfach (Baden-Württemberg) - Wolfenbüttel (Baixa Saxònia) - Wolfhagen (Hesse) - Wolframs-Eschenbach (Baviera) - Wolfratshausen (Baviera) - Wolfsburg (Baixa Saxònia) - Wolfstein (Renània-Palatinat) - Wolgast (Mecklenburg-Pomerània Occidental) - Wolkenstein (Saxònia) - Wolmirstedt (Saxònia-Anhalt) - Worms (Renània-Palatinat) - Wörrstadt (Renània-Palatinat) - Wörth am Rhein (Renània-Palatinat) - Wörth an der Donau (Baviera) - Wörth am Main (Baviera) - Wriezen (Brandenburg) - Wülfrath (Rin del Nord-Westfàlia) - Wunsiedel (Baviera) - Wunstorf (Baixa Saxònia) - Wuppertal (Rin del Nord-Westfàlia) - Würselen (Rin del Nord-Westfàlia) - Wurzbach (Turíngia) - Würzburg (Baviera) - Wurzen (Saxònia) - Wustrow (Wendland) (Baixa Saxònia) - Wyk auf Föhr (Schleswig-Holstein) |

## X
|                                   |  |  |
| - Xanten (Rin del Nord-Westfàlia) |  |  |

## Z
| | | |
| - Zahna-Elster (Saxònia-Anhalt) - Zarrentin am Schaalsee (Mecklenburg-Pomerània Occidental) - Zehdenick (Brandenburg) - Zeil am Main (Baviera) - Zeitz (Saxònia-Anhalt) - Zell am Harmersbach (Baden-Württemberg) - Zell im Wiesental (Baden-Württemberg) - Zell (Renània-Palatinat) - Zella-Mehlis (Turíngia) | - Zerbst (Saxònia-Anhalt) - Zeulenroda-Triebes (Turíngia) - Zeven (Baixa Saxònia) - Ziegenrück (Turíngia) - Zierenberg (Hesse) - Ziesar (Brandenburg) - Zirndorf (Baviera) - Zittau (Saxònia) - Zörbig (Saxònia-Anhalt) | - Zossen (Brandenburg) - Zschopau (Saxònia) - Zülpich (Rin del Nord-Westfàlia) - Zweibrücken (Renània-Palatinat) - Zwenkau (Saxònia) - Zwickau (Saxònia) - Zwiesel (Baviera) - Zwingenberg (Hesse) - Zwönitz (Saxònia) |